# Sira-Gebirge
Das Sira-Gebirge oder Cordillera El Sira ist ein Gebirgszug im zentralen Osten Perus. Es bildet einen östlichen Ausläufer der peruanischen Ostkordillere.

## Lage
Das Sira-Gebirge erstreckt sich in NNW-SSO-Richtung über eine Länge von etwa 270 km entlang der Grenze der Regionen Huánuco und Pasco im Westen und der Region Ucayali im Osten. Der Gebirgszug wird im Westen vom Río Pachitea und dessen rechtem Quellfluss Río Pichis, im Osten vom Río Ucayali sowie im Süden und Südosten vom Río Tambo flankiert. Im Süden reicht das Gebirge bis zu der Flussbiegung des Río Tambo, 60 km südlich der Stadt Atalaya. Den äußersten Süden des Sira-Gebirges durchquert der Río Unine in östlicher Richtung. Das Sira-Gebirge trennt eine westlich gelegene vorandine Beckenlandschaft von dem östlich gelegenen Amazonastiefland. Im Südwesten trifft der Gebirgszug auf den Höhenrücken der Cordillera San Carlos. Jenseits des Río Tambo bildet die Cordillera de Vilcabamba die südliche Fortsetzung. Den höchsten Punkt des Sira-Gebirges bildet der 2350 m hohe Pico Sira. Im Süden des Sira-Gebirges sowie weiter westlich erstreckt sich das Siedlungsgebiet der Asháninka, das Gran Pajonal.

## Ökologie
Das Sira-Gebirge ist hauptsächlich mit Regenwald bedeckt und weist eine hohe Biodiversität auf. Es bildet den Lebensraum vieler bedrohter Tierarten. Im Jahr 2001 wurde das 6164 km² große Schutzgebiet Reserva Comunal El Sira eingerichtet.